# Cirrospilus flavifacies
Cirrospilus flavifacies är en stekelart som först beskrevs av Girault 1916.  Cirrospilus flavifacies ingår i släktet Cirrospilus och familjen finglanssteklar. Inga underarter finns listade i Catalogue of Life.